# Sürmenespor
Sürmenespor, ist die Fußballmannschaft von Sürmene in der Nähe von Trabzon in der Türkei. Der Verein wurde am 13. Juli 1967 gegründet.

## Trikots
Die Clubs spielt in grün-weißen Trikots.

## Liga-Beteiligung
- TFF Dritte Liga: 1999–2000, 2006–2010
- Turkish Amateur Regional Liga: 2010–2011
- Trabzon Amateur Liga: 1967–1999, 2011–